# Puntius crescentus
Puntius crescentus är en fiskart som beskrevs av S.S. Yazdani och Singh, 1994. Puntius crescentus ingår i släktet Puntius och familjen karpfiskar. IUCN kategoriserar arten globalt som starkt hotad. Inga underarter finns listade i Catalogue of Life.